# Torneo Súper 8 2012
El Torneo Súper 8 2012 “Copa Universidad de la Cuenca del Plata”  fue la octava edición del Torneo Súper 8 y se disputó, por primera vez, en la ciudad de Corrientes, Argentina, del 7 al 10 de noviembre de 2012. 
Todos los partidos fueron disputados en el Estadio José Jorge Contte.
Regatas Corrientes resultó ganador del torneo y se adjudicó un pasaje para la Liga Sudamericana de Clubes 2013 aunque al haber ganado la Liga en aquella temporada, su cupo pasó al quinto mejor ubicado, Argentino de Junín. 

## Clasificación
Para determinar los ocho equipos participantes del torneo, los equipos clasificaron acorde a su récord en la liga 2012/13, de modo tal que el Súper 8 reunió a los 4 primeros de la Zona Norte (Club Deportivo Libertad, Club Ciclista Olímpico, Club de Regatas Corrientes y Quimsa de Santiago del Estero) y los 4 primeros de la Zona Sur (Peñarol de Mar del Plata, Club Atlético Lanús, Club Argentino y Club Atlético Boca Juniors).
| Zona norte           | Zona norte | Zona norte | Zona norte |
| Equipo               | PG         | PP         | Pts        |
| -------------------- | ---------- | ---------- | ---------- |
| Libertad (Sunchales) | 10         | 4          | 24         |
| Ciclista Olímpico    | 10         | 4          | 24         |
| Regatas Corrientes   | 9          | 5          | 23         |
| Quimsa               | 8          | 6          | 22         |
| Sionista             | 7          | 7          | 21         |
| Atenas               | 6          | 8          | 20         |
| Unión Progresista    | 4          | 10         | 18         |
| La Unión de Formosa  | 2          | 12         | 16         |

| Zona sur                | Zona sur | Zona sur | Zona sur |
| Equipo                  | PG       | PP       | Pts      |
| ----------------------- | -------- | -------- | -------- |
| Peñarol                 | 12       | 2        | 26       |
| Lanús                   | 9        | 5        | 23       |
| Argentino (Junín)       | 8        | 6        | 22       |
| Boca Juniors            | 7        | 7        | 21       |
| Weber Bahía Estudiantes | 6        | 8        | 20       |
| Gimnasia (CR)           | 6        | 8        | 20       |
| Obras Sanitarias        | 4        | 10       | 18       |
| Sportivo 9 de Julio     | 4        | 10       | 18       |

|  |                                      |
|  | Clasificados por tener mejor récord. |
|  | Invitado por la organización.        |

## Desarrollo del torneo
|  | Cuartos de final  | Cuartos de final |              |                   | Semifinales | Semifinales |  |             | Final | Final |  |
|  |                   |                  |              |                   |             |             |  |             |       |       |  |
|  |                   |                  |              |                   |             |             |  |             |       |       |  |
|  | Libertad (S)      | 74               |              |                   |             |             |  |             |       |       |  |
|  | Libertad (S)      | 74               |              |                   |             |             |  |             |       |       |  |
|  | Regatas (C)       | 81               |              |                   |             |             |  |             |       |       |  |
|  | Regatas (C)       | 81               |              | Regatas (C)       | 71          |             |  |             |       |       |  |
|  |                   |                  |              | Regatas (C)       | 71          |             |  |             |       |       |  |
|  |                   |                  | Boca Juniors | 67                |             |             |  |             |       |       |  |
|  | Lanús             | 67               | Boca Juniors | 67                |             |             |  |             |       |       |  |
|  | Lanús             | 67               |              |                   |             |             |  |             |       |       |  |
|  | Boca Juniors      | 69               |              |                   |             |             |  |             |       |       |  |
|  | Boca Juniors      | 69               |              |                   |             |             |  | Regatas (C) | 77    |       |  |
|  |                   |                  |              |                   |             |             |  | Regatas (C) | 77    |       |  |
|  |                   |                  | Quimsa       | 63                |             |             |  |             |       |       |  |
|  | Ciclista Olímpico | 81               | Quimsa       | 63                |             |             |  |             |       |       |  |
|  | Ciclista Olímpico | 81               |              |                   |             |             |  |             |       |       |  |
|  | Argentino (J)     | 72               |              |                   |             |             |  |             |       |       |  |
|  | Argentino (J)     | 72               |              | Ciclista Olímpico | 71          |             |  |             |       |       |  |
|  |                   |                  |              | Ciclista Olímpico | 71          |             |  |             |       |       |  |
|  |                   |                  | Quimsa       | 72                |             |             |  |             |       |       |  |
|  | Peñarol           | 66               | Quimsa       | 72                |             |             |  |             |       |       |  |
|  | Peñarol           | 66               |              |                   |             |             |  |             |       |       |  |
|  | Quimsa            | 74               |              |                   |             |             |  |             |       |       |  |
|  | Quimsa            | 74               |              |                   |             |             |  |             |       |       |  |
|  |                   |                  |              |                   |             |             |  |             |       |       |  |

### Cuartos de final
| 7 de noviembre, 22:00 | Libertad                                      | 74–81       | Regatas Corrientes               |                                                                                        |  |
|                       | Parciales: 17 - 20, 13 - 22, 19 - 22, 25 - 17 |             |                                  |                                                                                        |  |
|                       | Estadísticas Diego Garcia (18)                | Reporte Pts | Estadísticas Meyinse Jerome (23) | Pabellón: Estadio José Jorge Contte Corrientes Árbitros: Estevez - Sampietro - Rodrigo |  |

| 8 de noviembre, 22:00 | Lanús                                         | 67–69                                                                  | Boca Juniors                         |                                                                                      |  |
|                       | Parciales: 22 - 12, 15 - 15, 14 - 22, 16 - 20 |                                                                        |                                      |                                                                                      |  |
|                       | Estadísticas Adrian Boccia (20)               | [http://web.archive.org/web/http://www.lnb.com.ar/ol/ol.php?cc=117 Pts | Estadísticas Federico Van Lacke (37) | Pabellón: Estadio José Jorge Contte Corrientes Árbitros: Chiti - Rodrigo - Fernández |  |

| 7 de noviembre, 20:00 | Ciclista Olímpico                             | 81–72       | Argentino (J)                 |                                                                                        |  |
|                       | Parciales: 22 - 16, 16 - 21, 19 - 22, 24 - 13 |             |                               |                                                                                        |  |
|                       | Estadísticas Jonathan Machuca (18)            | Reporte Pts | Estadísticas Kavon Litch (22) | Pabellón: Estadio José Jorge Contte Corrientes Árbitros: Chiti - Sampietro - Fernandez |  |

| 8 de noviembre, 20:00 | Peñarol                                     | 66–74       | Quimsa                            |                                                                                        |  |
|                       | Parciales: 19 - 13, 22 - 8, 9 - 29, 16 - 24 |             |                                   |                                                                                        |  |
|                       | Estadísticas Marcos Mata (14)               | Reporte Pts | Estadísticas Diego Lo Grippo (27) | Pabellón: Estadio José Jorge Contte Corrientes Árbitros: Estevez - Sampietro - Rougier |  |

### Semifinal
| 9 de noviembre, 21:00 | Regatas Corrientes                           | 71–67       | Boca Juniors                         |                                                                                        |  |
|                       | Parciales: 19 - 12, 9 - 11, 19 - 23, 25 - 21 |             |                                      |                                                                                        |  |
|                       | Estadísticas Paolo Quinteros (19)            | Reporte Pts | Estadísticas Federico Van Lacke (15) | Pabellón: Estadio José Jorge Contte Corrientes Árbitros: Estevez - Sampietro - Rodrigo |  |

| 9 de noviembre, 19:00 | Ciclista Olímpico                             | 71–72       | Quimsa                          |                                                                                        |  |
|                       | Parciales: 13 - 21, 18 - 17, 15 - 17, 25 - 17 |             |                                 |                                                                                        |  |
|                       | Estadísticas Ramírez Barrios (17)             | Reporte Pts | Estadísticas Javier Mojica (18) | Pabellón: Estadio José Jorge Contte Corrientes Árbitros: Estevez - Sampietro - Rodrigo |  |

### Final
| 10 de noviembre, 21:00 | Regatas Corrientes                           | 77–63       | Quimsa                            |                                                                                        |  |
|                        | Parciales: 21 - 21, 23 - 8, 13 - 20, 20 - 14 |             |                                   |                                                                                        |  |
|                        | Estadísticas Paolo Quinteros (22)            | Reporte Pts | Estadísticas Diego Lo Grippo (12) | Pabellón: Estadio José Jorge Contte Corrientes Árbitros: Estevez - Sampietro - Rodrigo |  |

## Plantel Campeón
El plantel campeón estuvo integrado por los siguientes jugadores:
- Nicolás Romano
- Javier Martínez
- Nicolás Ferreyra
- Miguel Gerlero
- Paolo Quinteros
- Anthony Washam Jr.
- Federico Kammerichs
- Luciano Tognon
- Pedro Calderon
- Nicolás Brussino
- Jerome Meyinse
- Miguel Buendia

DT: Nicolás Casalánguida